# Paços de Ferreira
Paços de Ferreira (wym. /ˈpasuʒ ðɨ fɨˈʁɐjɾɐ/ lub /fɨˈʁejɾɐ/) – miejscowość w Portugalii, leżąca w dystrykcie Porto, w regionie Północ w podregionie Tâmega. Miejscowość jest siedzibą gminy o tej samej nazwie. W mieście siedzibę ma klub piłkarski FC Paços Ferreira, uczestniczący w sezonie 2006/2007 w rozgrywkach BWINligi.

## Demografia
| Liczba ludności gminy Paços de Ferreira (1801–2011) | Liczba ludności gminy Paços de Ferreira (1801–2011) | Liczba ludności gminy Paços de Ferreira (1801–2011) | Liczba ludności gminy Paços de Ferreira (1801–2011) | Liczba ludności gminy Paços de Ferreira (1801–2011) | Liczba ludności gminy Paços de Ferreira (1801–2011) | Liczba ludności gminy Paços de Ferreira (1801–2011) | Liczba ludności gminy Paços de Ferreira (1801–2011) | Liczba ludności gminy Paços de Ferreira (1801–2011) | Liczba ludności gminy Paços de Ferreira (1801–2011) |
| --------------------------------------------------- | --------------------------------------------------- | --------------------------------------------------- | --------------------------------------------------- | --------------------------------------------------- | --------------------------------------------------- | --------------------------------------------------- | --------------------------------------------------- | --------------------------------------------------- | --------------------------------------------------- |
| 1801                                                | 1849                                                | 1900                                                | 1930                                                | 1960                                                | 1981                                                | 1991                                                | 2001                                                | 2004                                                | 2011                                                |
| 498                                                 | 10 091                                              | 11 900                                              | 15 686                                              | 27 537                                              | 40 687                                              | 44 190                                              | 52 985                                              | 54 801                                              | 56 340                                              |

## Sołectwa
Sołectwa gminy Paços de Ferreira (ludność wg stanu na 2011 r.)
- Arreigada - 1999 osób
- Carvalhosa - 4583 osoby
- Codessos - 1011 osób
- Eiriz - 2303 osoby
- Ferreira - 4341 osób
- Figueiró - 2496 osób
- Frazão - 4264 osoby
- Freamunde - 7789 osób
- Lamoso - 1613 osób
- Meixomil - 3676 osób
- Modelos - 1594 osoby
- Paços de Ferreira - 7491 osób
- Penamaior - 3819 osób
- Raimonda - 2576 osób
- Sanfins de Ferreira - 3139 osób
- Seroa - 3646 osób